# Jamie McShane
Jamie McShane (Saddle River, 22 luglio 1966) è un attore statunitense.

## Filmografia

### Cinema
- Landspeed - Massima velocità (LandSpeed), regia di Christian McIntire (2002)
- Grand Theft Parsons, regia di David Caffrey (2003)
- Hostage, regia di Florent Emilio Siri (2005)
- Today You Die, regia di Don E. Fauntleroy (2005)
- La gang di Gridiron (Gridiron Gang), regia di Phil Joanou (2006)
- Mr. Brooks, regia di Bruce A. Evans (2007)
- Winged Creatures - Il giorno del destino (Fragments), regia di Rowan Woods (2008)
- Pride and Glory - Il prezzo dell'onore (Pride and Glory), regia di Gavin O'Connor (2008)
- L'esorcismo di Molly Hartley, regia di Mickey Liddell (2008)
- Thor, regia di Kenneth Branagh (2011)
- The Avengers, regia di Joss Whedon (2012)
- Argo, regia di Ben Affleck (2012)
- Lo sciacallo - Nightcrawler (Nightcrawler), regia di Dan Gilroy (2014)
- L'amore bugiardo - Gone Girl (Gone Girl), regia di David Fincher (2014)
- Togo - Una grande amicizia (Togo), regia di Ericson Core (2019)
- Mank, regia di David Fincher (2020)

### Televisione
- Ancora una volta (Once and Again) – serie TV, episodio 2x19 (2001)
- Angel – serie TV, episodi 2x11-2x22 (2001)
- The Division – serie TV, episodio 1x21 (2001)
- Six Feet Under – serie TV, episodio 1x13 (2001)
- Philly – serie TV, episodio 1x01 (2001)
- Becker – serie TV, episodio 4x05 (2001)
- Star Trek: Enterprise – serie TV, episodio 1x07 (2001)
- NYPD - New York Police Department (NYPD Blue) – serie TV, episodi (2001-2002)
- CSI - Scena del crimine (CSI: Crime Scene Investigation) - serie TV, 2 episodi (2001-2005)
- Crossing Jordan – serie TV, episodio 1x16 (2002)
- X-Files (The X-Files) – serie TV, episodio 9x10 (2002)
- Alias – serie TV, episodio 2x01 (2002)
- Firefly – serie TV, episodio 1x11 (2002)
- Fastlane – serie TV, episodio 1x15 (2003)
- Tremors - La serie (Tremors) – serie TV, episodio 1x02 (2003)
- E.R. - Medici in prima linea (ER) – serie TV, episodio 9x18 (2003)
- Detective Monk (Monk) – serie TV, episodio 2x01 (2003)
- Nip/Tuck – serie TV, episodio 1x08 (2003)
- Boomtown – serie TV, episodi 1x12-2x02 (2003)
- 24 – serie TV, 6 episodi (2003-2004)
- Deadwood – serie TV, episodio 1x01 (2004)
- West Wing - Tutti gli uomini del Presidente (The West Wing) – serie TV, episodio 6x03 (2004)
- Cold Case - Delitti irrisolti (Cold Case) – serie TV, episodio 2x09 (2004)
- Squadra Med - Il coraggio delle donne (Strong Medicine) – serie TV, episodio 5x21 (2005)
- Numb3rs – serie TV, episodio 1x05 (2005)
- Senza traccia (Without a Trace) – serie TV, episodio 3x18 (2005)
- Blind Justice – serie TV, episodio 1x08 (2005)
- Una donna alla Casa Bianca (Commander in Chief) – serie TV, episodi 1x10-1x11 (2006)
- Close to Home - Giustizia ad ogni costo (Close to Home) – serie TV, episodio 2x01 (2006)
- CSI: Miami – serie TV, episodio 5x05 (2006)
- Criminal Minds – serie TV, episodio 2x07 (2006)
- The Nine – serie TV, 5 episodi (2006-2007)
- Women's Murder Club – serie TV, episodio 1x07 (2007)
- My Name Is Earl – serie TV, episodi 3x14-3x15 (2008)
- The Closer – serie TV, episodio 4x06 (2008)
- The Mentalist – serie TV, episodio 1x03 (2008)
- My Own Worst Enemy – serie TV, episodio 1x09 (2008)
- Sons of Anarchy – serie TV, 12 episodi (2008-2010)
- Psych – serie TV, episodio 3x10 (2009)
- The Unit – serie TV, episodio 4x21 (2009)
- Avvocati a New York (Raising the Bar) – serie TV, episodio 2x06 (2009)
- The Cleaner – serie TV, episodio 2x06 (2009)
- Dark Blue – serie TV, episodio 2x09 (2009)
- Crash – serie TV, episodio 2x02 (2009)
- Lincoln Heights - Ritorno a casa (Lincoln Heights) – serie TV, episodio 4x03 (2009)
- Saving Grace – serie TV, episodio 3x12 (2010)
- Dr. House - Medical Division (House, M.D.) – serie TV, episodio 6x21 (2010)
- Miami Medical – serie TV, episodio 1x09 (2010)
- Chase – serie TV, episodio 1x05 (2010)
- NCIS - Unità anticrimine (NCIS) – serie TV, episodio 8x10 (2010)
- I signori della fuga (Sneakers) – serie TV, episodio 1x02 (2011)
- Castle – serie TV, episodio 4x02 (2011)
- Southland – serie TV, 19 episodi (2011-2013)
- Longmire – serie TV, episodio 1x03 (2012)
- Franklin & Bash – serie TV, episodio 2x05 (2012)
- Breaking Bad – serie TV, episodio 5x05 (2012)
- CSI: NY – serie TV, episodio 9x05 (2012)
- Grimm – serie TV, episodio 2x11 (2012)
- Vegas – serie TV, episodi 1x04-1x07 (2012)
- Ironside – serie TV, episodi 1x04-1x08 (2013)
- Touch – serie TV, episodio 2x09 (2013)
- King & Maxwell – serie TV, episodi 1x03-1x05 (2013)
- Welcome to the Family – serie TV, episodio 1x03 (2013)
- Killing Kennedy, regia di Nelson McCormick – film TV (2013)
- Maron – serie TV, episodio 2x11  (2014)
- The Fosters – serie TV, 7 episodi (2014-2018)
- Scorpion – serie TV, 5 episodi (2014-2017)
- Murder in the First – serie TV, 19 episodi (2014-2016)
- Law & Order - Unità vittime speciali (Law & Order: Special Victims Unit) – serie TV, episodi 16x13, 21x04 (2015-2019)
- Stalker – serie TV, episodio 1x17 (2015)
- Fear the Walking Dead – serie TV, episodi 1x04-1x05 (2015)
- Bloodline – serie TV, 30 episodi (2015-2017)
- Training Day – serie TV, episodio 1x06 (2017)
- Unsolved – serie TV, 10 episodi (2018)
- Bosch – serie TV, 10 episodi (2018)
- Condor – serie TV, 4 episodi (2018)
- The Passage – serie TV, 10 episodi (2019)
- SEAL Team – serie TV, 17 episodi (2019-2021)
- Star Trek: Picard – serie TV, 3 episodi (2020)
- Le regole del delitto perfetto (How to Get Away with Murder) – serie TV, episodi 6x14-6x15 (2020)
- CSI: Vegas – serie TV, 6 episodi (2021)
- Animal Kingdom – serie TV, 4 episodi (2021)
- Avvocato di difesa - The Lincoln Lawyer (The Lincoln Lawyer) – serie TV, 10 episodi (2022)
- Mercoledì (Wednesday) – serie TV, 11 episodi (2022-2025)
- 1923 – serie TV, 9 episodi (2023-2025)

## Doppiatori italiani
Nelle versioni in italiano delle opere in cui ha recitato, Jamie McShane è stato doppiato da:
- Sergio Lucchetti in X-Files, E.R. - Medici in prima linea, Fear the Walking Dead
- Stefano Thermes in Bosch, Mank, Bosch: L'eredità
- Franco Mannella in Cold Case - Delitti irrisolti, Mercoledì
- Gerolamo Alchieri in CSI: Miami, Law & Order - Unità vittime speciali
- Antonio Sanna in The Closer, The Mentalist
- Riccardo Scarafoni in Longmire, Bloodline
- Antonio Palumbo in Animal Kingdom, Le regole del delitto perfetto
- Stefano Benassi in CSI: Vegas, Avvocato di difesa - The Lincoln Lawyer
- Roberto Accornero in Nip/Tuck
- Luca Dal Fabbro in Criminal Minds
- Maurizio Reti in 24
- Enrico Pallini in Hostage
- Oreste Baldini in CSI - Scena del crimine
- Massimo Lodolo in Today You Die
- Enrico Di Troia in Close to Home - Giustizia ad ogni costo
- Sergio Di Giulio in Sons of Anarchy
- Francesco Meoni in Psych
- Saverio Indrio in Dr. House - Medical Division
- Alberto Bognanni in NCIS - Unità anticrimine
- Massimo Corizza in Castle
- Vladimiro Conti in CSI: NY
- Alessandro Ballico in Scorpion
- Marco Baroni in L'amore bugiardo - Gone Girl
- Roberto Certomà in Unsolved
- Alessandro Quarta in Condor
- Dario Follis in Togo - Una grande amicizia
- Simone Mori in The Passage
- Stefano Brusa in Star Trek: Picard
- Pierluigi Astore in 1923